# 57-es busz (Tatabánya)
A tatabányai 57-es jelzésű autóbusz a Végállomás és a Bridgestone között közlekedik. A vonalat a T-Busz Tatabányai Közlekedési Kft. üzemelteti.

## Története
Az új buszvonalat 2018. január 2-án indította el Tatabánya új közlekedési társasága, a T-Busz Kft.

## Útvonala
| Bridgestone felé | Végállomás felé |
| --- | --- |
| Végállomás – Kormos út – Aradi utca – Mátyás király út – Ady Endre utca – Bláthy Ottó utca – Köztársaság útja – Ifjúság út – Mártírok útja – Fő tér – Komáromi utca – Töhötöm vezér utca – Győri út – Ond vezér utca – Jedlik Ányos utca – Autóbusz-állomás (17) – Jedlik Ányos utca – Mozdony utca – Győri út – Dózsa György út – Dankó Pista utca – Búzavirág utca – Orgonás út – Üveggyár utca – Kőhíd út – Bridgestone | Bridgestone – Kőhíd út – Üveggyár utca – Orgona út – Búzavirág utca – Dankó Pista utca – Dózsa György út – Győri út – Mozdony utca – Jedlik Ányos utca – Autóbusz-állomás (22) – Jedlik Ányos utca – Ond vezér utca – Győri út – Huba vezér utca – Győri út – Komáromi utca – Fő tér – Mártírok útja – Ifjúság út – Köztársaság útja – Bláthy Ottó utca – Ady Endre utca – Mátyás király út – Aradi utca – Kormos út – Végállomás |

## Megállóhelyei
| 0  | Végállomás végállomás         | 39 | 52, 52I, 53, 53B, 53I, 59, 59B, 59I |
| 2  | Alsógalla, vasúti megállóhely | 38 | 3A, 8, 8L, 8S, 9, 9D, 38, 38G, 53B, 59, 59I S10 G10 S12 |
| 3  | Mátyás király út              | 37 | 3A, 8, 8L, 8S, 9, 9D, 38, 38G, 53B, 59, 59I |
| 5  | Ady Endre utca                | 35 | 3A, 8, 8L, 8S, 9, 9D, 38, 38G, 53B, 59, 59I |
| 6  | Tesco                         | 34 | 8, 8L, 8S, 9, 9D, 18, 38, 38G, 53B, 59, 59I |
| 8  | Kodály Zoltán Iskola          | 32 | 5, 5P, 6, 8, 8L, 10, 15, 16, 18, 38, 38G, 53B, 53I, 55, 59B 8406, 8410, 8419, 8421, 8422, 8423, 8432, 8435, 8436, 8437, 8442, 8443, 8471 1784 |
| 10 | Ifjúság út                    | 30 | 2, 3, 3A, 3G, 3L, 6, 9, 9D, 10, 16, 38, 38G, 52, 52I, 53, 53B, 59B, 59I, 70 8443 |
| 11 | Mártírok útja                 | 29 | 2, 3, 3A, 3G, 3L, 6, 9, 9D, 10, 16, 38, 38G, 53, 53B, 59B, 59I, 70 8443 |
| 13 | Fő tér                        | 27 | 2, 3, 3A, 3G, 3L, 6, 9, 9D, 10, 16, 38, 38G, 53, 53B, 59B, 59I, 70 8443 |
| 14 | Ond vezér utca                | 26 | 2, 3, 3A, 3G, 3L, 38, 38G, 53, 53B, 53I |
| 15 | Lehel tér                     | 25 | 2, 3, 3A, 3G, 3L, 38, 38G, 53, 53B, 53I |
| 16 | Töhötöm vezér utca            | 24 | 2, 3, 3A, 3G, 3L, 5P, 10, 11, 15, 38, 38G, 53, 53B, 53I 8400, 8401, 8462 |
| 18 | Piac tér                      | 22 | 2, 5P, 10, 11, 15, 38, 38G, 55 8400, 8401, 8462 |
| 20 | (17) Autóbusz-állomás (22)    | 20 | 1, 1G, 2, 5, 5P, 6, 9, 9D, 10, 11, 15, 16, 26, 26R, 50, 55, 70 770, 8400, 8401, 8402, 8403, 8406, 8410, 8421, 8422, 8423, 8432, 8435, 8436, 8437, 8441, 8444, 8460, 8462, 8464, 8471, 8472, 8479 1702, 1758, 1784, 1824, 1841, 1842, 1843, 1844, 1845, 1848, 1850, 1851, 1852 S10 G10 S12 IC, EC, EN, gyorsvonat, expresszvonat, |
| ∫  | Vasútállomás                  | 19 | 1, 1G, 2, 5, 5P, 9, 9D, 15, 16, 26, 26R, 38, 38G, 50, 53I, 55, 59B S10 G10 S12 IC, EC, EN, gyorsvonat, expresszvonat, |
| 23 | Kórház                        | 17 | 1, 1G, 6, 8, 8L, 8S, 9, 11, 16, 18, 38, 38G, 50, 59B 8402, 8403, 8419, 8441, 8442, 8443, 8444, 8460, 8462, 8464 1702, 1758, 1841, 1842, 1844, 1845, 1848, 1851, 1852 |
| 24 | Kollégium                     | ∫  | 1, 1G, 6, 8, 8L, 8S, 9, 11, 18, 38, 38G, 50, 59 |
| 25 | Madách Imre utca              | 15 | 1, 1G, 2, 6, 9, 9D, 11, 16, 26, 26R, 50, 51B, 52, 52I, 59I 8443 |
| 26 | Kertvárosi elágazás           | 14 | 2, 4, 4E, 9, 9D, 50, 51, 59I 8402, 8403, 8441, 8442, 8443, 8460, 8462, 8464 1702, 1841, 1845, 1851 |
| 27 | Tejüzem                       | 13 | 4, 4E, 9, 9D, 50, 51, 59I |
| 29 | Búzavirág utca                | 11 | 4, 4E, 9, 9D, 50, 51, 51B, 53, 55, 59, 59I 8402, 8403 |
| 31 | Otto Fuchs                    | 9  | 50, 51, 51B, 52I, 53, 53B, 53I, 54, 55, 59, 59B, 59I 8402, 8403 |
| 32 | Coloplast                     | 8  | 50, 51, 51B, 52I, 53, 53B, 53I, 54, 55, 59, 59B, 59I 8402, 8403 |
| 34 | Lotte - Samsung               | 5  | 50, 51, 51B, 52I, 53, 53B, 53I, 54, 55, 59, 59B, 59I 8402, 8403 |
| 35 | AGC Üveggyár                  | 4  | 50, 51, 51B, 52I, 53, 53B, 53I, 54, 55, 59, 59B, 59I 8402, 8403 |
| 36 | BD Hungary                    | 3  | 50, 51, 51B, 52I, 53, 53B, 53I, 54, 55, 59, 59B, 59I 8402, 8403 |
| 37 | Henkel Kft.                   | 2  | 50, 51, 51B, 52I, 53, 53B, 53I, 54, 55, 59, 59B, 59I 8402, 8403 |
| 39 | Bridgestone végállomás        | 0  | 50, 51, 51B, 52I, 53B, 53I, 54, 55, 59B, 59I |